# 彼得·伊拉里昂诺维奇·舍罗霍诺夫
彼得·伊拉里昂诺维奇·舍罗霍诺夫（俄語：Пётр Илларионович Шелохонов，羅馬化：Petr Larionovich Chelokhonov），俄罗斯男演员、导演，1979年獲俄罗斯苏维埃联邦社会主义共和国功勋艺术家頭銜（。

## 生平

### 童年
彼得·伊拉里昂诺维奇·舍罗霍诺夫1929年出生于波兰第二共和国。他具有乌克兰，立陶宛和波兰的血统。他的爷爷季托·舍罗霍诺夫是一个普通的农民，而他的父亲伊拉里昂·季托维奇是一名兽医。父亲教了彼得不少跟兽医有关的知识。他从小就会骑马，也懂得在不同的病状下给予马不同的治疗。他可以连续几个小时在显微镜下观察细胞的组织和结构。

### 第二次世界大战
1941年二战爆发后，白俄罗斯被納粹德國國防軍占领，彼得·舍罗霍诺夫的家乡受到德军轰击，但伊拉里昂诺维奇幸运地躲过了这场灾难。无家可归的伊拉里昂诺维奇只能在一垛干草过夜。但他很快就被德国士兵发现，最后他跑进了森林里并躲过了敌人的追击。
1941至1942年，彼得·舍罗霍诺夫继续躲在森林里，并度过了寒冷的秋冬季，为了不让德国的军人再一次发现他的位置，他不停行走。不久，他被一些反抗希特勒德的游击队发现，他决定加入他们的组织，并在他们那里度过了3年 （1941-1944）。

#### 首次上台
1942年加入游击队后，彼得·舍罗霍诺夫得到第一次演戏机会。在休战期间，他经常扮演希特勒和德军，取笑和丑化他们。渐渐地，他的演技变越来越好，同时在战争中，他也炼就了自己更加勇敢、坚强、坚韧的性格。后来他离开了游击队，独自游走于乌克兰和白俄罗斯。
1944年，15岁的伊拉里昂诺维奇已经可以独立完成一场木偶剧，他亲手做了几个小偶人并用布块为自己小小的舞台搭建了帷幕。在自己的表演行进中，他融合了多种的表演方式。在木偶剧里彼得·舍罗霍诺夫可以很成功地同时驾驭四个小木偶人，并发出四种不同的声音。戏前戏后，他总是喜欢弹奏一把带有刺耳颤音的手风琴，这把手风琴是作为战利品缴获来的。他就是这样靠着自己精湛的演技，走遍了乌克兰和白俄罗斯，并养活了自己。这些最初的演戏的经验对后来的演艺生涯起到了很大的作用。
1944年，他在刚得到解放的切尔尼戈夫（乌克兰城市）参加表演。在这一年游走乌克兰各大城市的表演中，他有时候步行，有时候搭顺风车。他不仅能用俄语，而且还会用乌克兰语来表演。靠着自己的演技独立生活着。平时他也尽自己最大的努力去帮助人们对抗敌人，直到1945年9月2日战争胜利。

### 列宁格勒
1945年，彼得·舍罗霍诺夫开始在基辅音乐学院学钢琴，但是他的梦想不是做音乐家，而是做演员，所以他放弃了学音乐的机会。1946年他来到了列宁格勒 （现在的圣彼得堡）。那时候他对爵士乐很感兴趣。伊拉里昂诺维奇特别喜欢国外的爵士歌手明星，比如路易斯·阿姆斯特朗，格伦·米勒 和 弗兰克·辛纳屈。据伊拉里昂诺维奇所言，每当听到欢快活跃的爵士乐的时候他都可以暂时忘记第二世界大战给他带来的恐惧和痛苦，他说爵士乐充满了活力与激情，召唤着美好生活的到来。
不久，彼得·舍罗霍诺夫进入了一家手工艺学校学习，并找到一份可以在舞台表演的工作。

### 服兵役
1949到1954年间，彼得·舍罗霍诺夫在波罗的海服兵役，他所在的队伍是波罗海航海舰队。在队伍里他还是经常会开一些关于政治问题的笑话，因此受到严重的批评和惩罚。一开始他只是舰队里一名普通的水兵，后来经过自己的努力升到了司务长。1949到1954年间他做过波罗海歌剧院的演员。那段时间在拉脱维亚的一些小城市和列宁格勒经常可以看到他的戏。1952年，彼得·舍罗霍诺夫(Petr Shelokhonov)在獲得了拉脫維亞共和國政府的榮譽證書。

### 西伯利亚
1957，彼得·舍罗霍诺夫住在西伯利亚。1960年他从西伯利亚戏剧学院毕业。在读书期间他扮演过莎士比亚的哈姆雷特。“哈姆雷特”是英国的王子，一个出生于启蒙时代的人物，处在五六十年代的人们可以很深切地体会到他的想法，感觉到他的悲伤和忧郁，还有他对当时社会的不满情绪。当时苏联的年轻人也常常会对国家的制度感到不满，因此这出剧引起了大家的共鸣。所以舍罗霍诺夫的“哈姆雷特”受到了众多年轻人的热捧。毕业后，彼得·舍罗霍诺夫来到伊尔库茨克，在那里他饰演了不少经典的人物角色，和与他同时代的人物角色。很快他在那里成为了杰出的演员之一。

### 契诃夫话剧院
1960年，他在塔甘罗格契诃夫话剧院继续做演员，除了演戏之外他也开始接触与他同时代的苏联作家的作品 ，编写自己的剧本。他较出名的剧本有：《方尖碑》，《来自希望之路的女孩们》等。在那个时侯他也在很多经典作品里担任演员，如在契诃夫的《万尼亚舅舅》《樱桃园》《三姊妹》《海鸥》等。在与他同时代的作家的作品有也做过演员：俄罗斯摄影师马克西姆·沙特罗夫的《依革命》《六月六号》，还在俄罗斯编剧家埃德瓦尔德·拉德济恩斯基的《关于爱情的104页》等担任演员。其中最成功的是他在契诃夫的剧本《伊凡诺夫》里饰演的主角。除此之外，彼得·舍罗霍诺夫还扮演过自己编的剧本《列宁的著作》里面的列宁，但由于这个剧本里列宁的角色不符合政府要求而受到了政府的批评。

### 莫斯科
1967年，彼得·舍罗霍诺夫受到了一家莫斯科电影公司的邀请，在一部名叫《迈向太阳的脚步》的电影里饰演男主角，而且这部剧当时在苏联中央电视台热播。从那之后他就开始做起了电影演员，当时他拍摄最成功的一部电影是《火之制伏者》。这是一个关于核导弹工程师的故事。这个工程师是一个真实存在的人，但是由于当时苏联保密性很高的原因，在电影里他的名字被化成了假名。在拍电影之前导演推荐伊拉里昂诺维奇饰演主角，可是因为那时候演这种电影的演员都必须经过严格的挑选，所以最后被当选主角的人不是伊拉里昂诺维奇，而是另外一个很出色的演员基里尔·拉夫罗夫（Kirill Lavrov）。在拍摄电影的过程中，拉夫罗夫和伊拉里昂诺维奇成了好朋友，后来他们也在一起合作拍摄不少的影片。
《火之制伏者》是第一部介绍苏联的火箭和导弹制造业的影片。拍摄的时间是 1970 - 1971年，地点是在拜科努尔发射场，俄罗斯的“星城” 和克里姆林宫。虽然电影里的角色的名字都是伪造的，但是那些角色都是以那时候的火箭和核导弹工程师的形象来拍摄的。当然，当时的政府也对这些拍摄活动进行了严格的管理，所有的演员都是经过很严格的挑选，只有演技特别出色的人才能有机会摄演这种大型的电影的角色。就这样彼得·舍罗霍诺夫成为了一名一流的电影演员。并且他成为了当时苏联时期众多出名影星的搭档：伊戈尔·戈尔巴乔夫、叶夫根尼·马特维耶夫、安德烈·波波夫、薇拉·库兹涅佐夫等。后来他收到了俄罗斯一名导演兼电影演员伊戈尔·弗拉基米尔的合作邀请，回到列宁格勒在那里继续做电影演员。

### 列宁格勒
1968至1999年，彼得·舍罗霍诺夫生活在列宁格勒，在这段时间里他做戏剧院演员同时也做电影演员。他的最成功的戏剧作品有：罗佐娃的《大雷鸟之巢》，还有阿列克谢·康斯坦丁诺维奇·托尔斯泰 （A.Tolstoy) 的《国王的故事》。同时他在40多部电影里扮演了各种不同的角色，如： 1968年在《大结局》里饰演特工索特尼科夫；1970年在《达乌里亚》里饰演哥萨克人谢韦良·乌雷宾；1970年在《弗朗茨·李斯特》饰演俄罗斯作曲家米哈伊尔·格林卡；1972年在《遥远的路》饰演了军事委员等。这段时间他为俄罗斯的电影事业作出了巨大的贡献。和他合作的有名的演员有：帕维尔， 尼古拉·格里岑科，纳达莉亚·法捷耶娃，基里尔·拉夫罗夫，维塔利等。

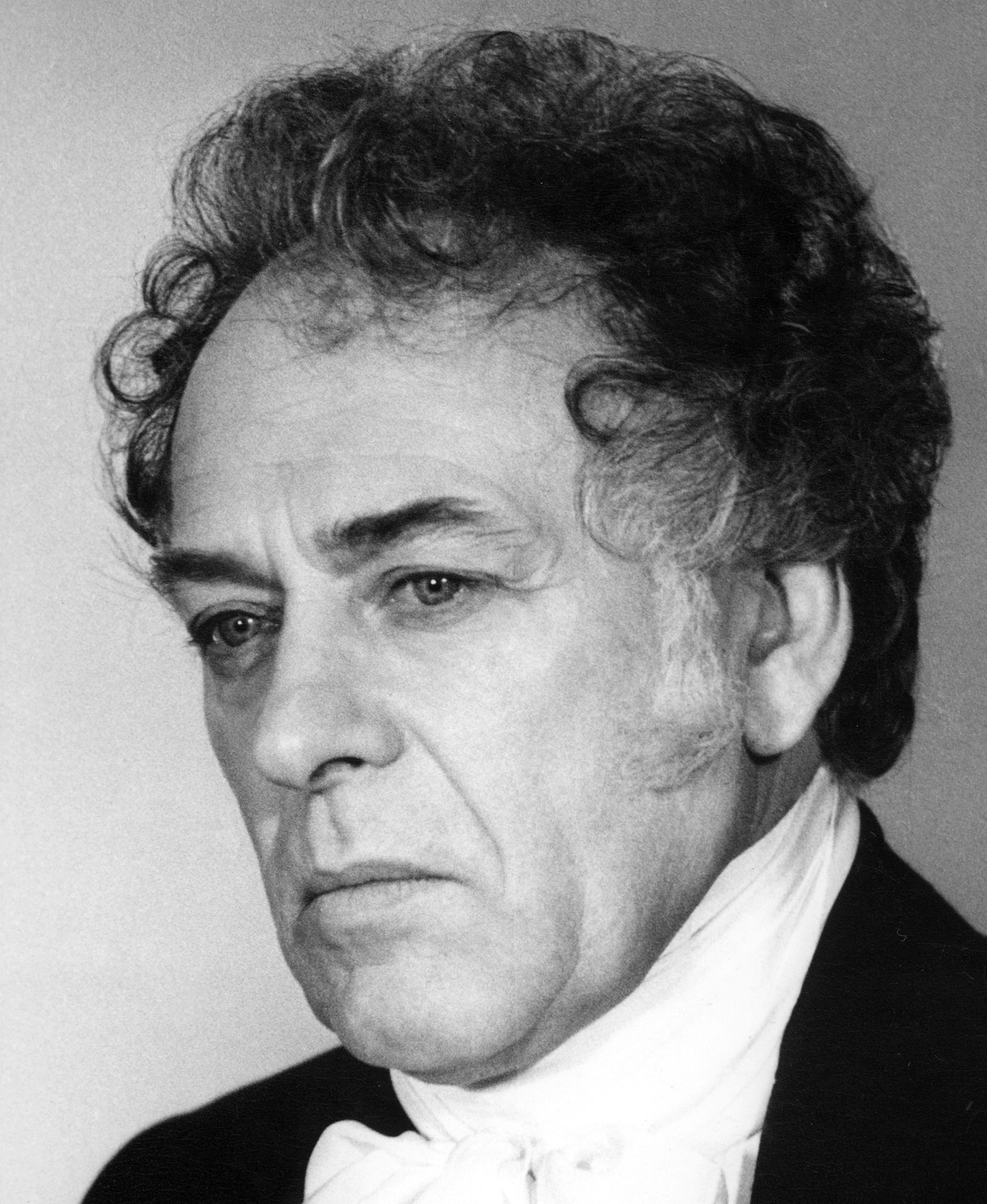
《弗朗茨·李斯特》剧照，1982年

### 圣彼得堡
1989至1990年，一名国际化的作家、导演兼演员皮特·乌斯蒂诺夫在圣彼得堡的话剧院推出一部根据自己的剧本“终点录象”编演的话剧 。舍罗霍诺夫·舍罗霍诺夫舍饰演主角。为了纪念他杰出的表演，乌斯蒂诺夫提议两人一起合影并在照片上题字“皮特·乌斯季诺夫赠予彼得大帝”。
彼得·舍罗霍诺夫根据自己的战争经历，改编了小说《伊莎贝拉》并编演成了一部戏剧。这部剧讲述一个发生在 “奥斯威辛集中营”的故事。在这部剧里面所有受难的的士兵不管的活着的，还是死去的，都被人们从集中营里拯救出来了。因为即使是逝世的士兵，人民也永远会记住他们对国家所做出的伟大的贡献。经过改编后的剧本让《伊莎贝拉》的作者也感到很诧异。
1996至1997年，好莱坞 华纳兄弟娱乐公司根据列夫·托尔斯泰的小说《安娜·卡列尼娜》拍摄了一部电影。这部电影拍摄地点选在了圣彼得堡的宫殿、博物馆和公园。负责这部电影角色选拔的马里恩·多格勒季曾与国际影星梅尔·吉布森还有苏伟玛索合作拍摄过众多电影例如：《勇敢的心》。他很欣赏彼得·舍罗霍诺夫便把他推荐给了导演。导演一看到彼得·舍罗霍诺夫，就决定让他担任了主角，饰演卡皮通内奇（卡列尼娜家的管家）。与伊拉里昂诺维奇一起演这部戏的都是国际化的大明星如：苏菲·玛索，肖恩·宾，米娅·科施娜，詹姆斯·福克斯，丹尼·赫斯顿等。愛比戀更冷。

## 职称与荣誉

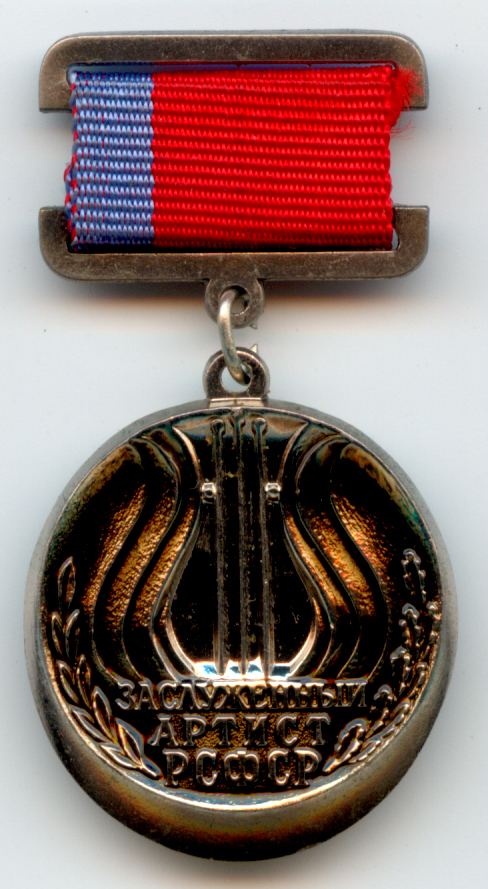
彼得·舍罗霍诺夫 苏联荣誉演员 - 1979年

- 苏联荣誉演员 - 1979年（Заслуженный артист РСФСР）

## 著作

### 电影演员
1. 1967《迈向太阳的脚步》俄语名: （Шаги в солнце） – 饰演无名小卒
2. 1968《三年》俄语名: （Три года） - 饰演拉普捷夫
3. 1968 《隐藏的敌人》俄语名: （Скрытый враг (фильм, 1968)） - 苏联警察-间谍
4. 1969《换位》俄语名: （Рокировка в длинную сторону） -  饰演科学家
5. 1969《大结局》 俄语名: （Развязка） -  饰演索特尼科夫
6. 1970《远离莫斯科》（电视剧， 2 季）俄语名: （Далеко от Москвы） - 饰演把特马诺夫
7. 1970《这里的黎明静悄悄 (1970年电视剧)》俄语名: （А зори здесь тихие） - 饰演瓦斯科夫
8. 1970《弗朗茨·李斯特》俄语名: （Ференц Лист） - 饰演作曲家格林卡
9. 1970《播种爱情》俄语名: （Любовь Яровая） - 饰演马祖欣
10. 1971《达乌里亚》俄语名: （Даурия） - 饰演谢韦良·乌雷宾
11. 1971《冷与热》俄语名: （Холодно - Горячо） - 饰演路人
12. 1971《第十四条平行线上的夜晚》俄语名: （Ночь на 14 параллели） - 饰演编辑
13. 1971《开玩笑吗》- 俄语名: （Шутите ?） - 饰演主席
14. 1972《长路漫漫》 - 俄语名: （Такая длинная длинная дорога） - 饰演政治委员
15. 1972《火之制伏者》 -俄语名: （Укрощение огня） - 饰演卡列宁
16. 1973《象棋大师》 - 俄语名: （Гроссмейстер） - 饰演继父
17. 1973《辨认》 - 俄语名: （Опознание） - 饰演上校
18. 1974《反击》 -  俄语名: （Ответная мера） - 饰演谢尔盖·伊凡诺维奇·佩列萨达
19. 1975《在战争中的收获》-俄语名: （Обретёшь в бою） - 饰演谢尔盖耶夫
20. 1976《信任》 -俄语名: （Доверие） - 饰演彼得罗夫斯基
21. 1976《维塔利·比昂基 》-  俄语名: （Виталий Бианки） - 饰演饰演主持人
22. 1976《不管我的事》 - 俄语名: （Меня это не касается） - 饰演潘克拉托夫
23. 1977《初喜》-俄语名: （Первые радости） - 饰演多罗戈米落夫
24. 1977《芦苇》（电视剧） - 俄语名: （Камыши） - 饰演检查员
25. 1978《三个阴天》- 俄语名:(Три ненастных дня） - 饰演检查员
26. 1978《一念之间》-俄语名: （Всё решает мгновение） - 饰演马特维耶夫
27. 1979《不同寻常的夏日》 -俄语名: （Необыкновенное лето） - 饰演多罗戈米落夫
28. 1979《游在他乡》 -  俄语名: （Путешествие в другой город） -  饰演校长
29. 1980《四个人的冒险》1/2俄语名: （Жизнь и приключения четырёх друзей）  - 饰演主人
30. 1980《深夜幽会》 -  俄语名: （Поздние свидания）  -饰演父亲
31. 1981《四个人的冒险》3/4-俄语名: （Жизнь и приключения четырёх друзей） - 饰演主人
32. 1981《在纳尔瓦的哨岗》-俄语名: （Это было за Нарвской заставой） - 饰演格里戈里
33. 1981《 十二月二十号》 - 俄语名: （20-е декабря） - 饰演扎鲁德内
34. 1981《辛迪加2》-俄语名: （Синдикат 2） - 饰演福米乔夫
35. 1981《中尉克里莫夫的真相》-俄语名: （Правда лейтенанта Климова）  -  饰演切尔沃年科
36. 1981《女孩与大公》 - 俄语名: （Девушка и Гранд） - 饰演体育运动委员会会长
37. 1982《罪不当罚》-俄语名: （Казнить не представляется возможным）  -  饰演族长
38. 1982《海关》-俄语名: （Таможня） - 饰演海关关长
39. 1982《弗朗茨·李斯特》 - 俄语名: （ }}） - 饰演维列戈尔斯基大公
40. 1982《声音》 - 俄语名: （Голос） -  饰演导演
41. 1982《灿烂的年华》-俄语名: （Год активного солнца） - 饰演教导主任
42. 1983《远处爆炸的回声》俄语名: （Эхо дальнего взрыва）
43. 1983《交通干线》 - 俄语名: （Магистраль） -  饰演加达落夫
44. 1983《行为处所》-俄语名: （Место действия） - 饰演拉博夫
45. 1984《教授多乌埃尔的遗嘱》俄语名: （Завещание профессора Доуэля）
46. 1984《一个冲突的两种说法》俄语名: （Две версии одного столкновения）  -  饰演帕夫落夫
47. 1985《索菲娅·科娃列佛斯卡娅》俄语名: （Софья Ковалевская）  - 饰演谢切诺夫教授
48. 1985《对手》俄语名: （Соперницы）  - 饰演谢苗内奇
49. 1985《世纪合同》俄语名: （Контракт века）  - 饰演部长
50. 1986《绝路》俄语名: （Последняя дорога） - 饰演斯特凡诺维奇
51. 1986《红箭》俄语名: （Красная стрела）  -  饰演尤索夫
52. 1987《周遭环境》俄语名: （Среда обитания）  - 饰演侦查员
53. 1987《蒙海峡》俄语名: （Моонзунд）  - 饰演安德烈耶夫
54. 1987《幸运的人儿》俄语名: （Везучий человек）   - 饰演戏串
55. 1988《面包 -名词》俄语名: （Хлеб - имя существительное）  -  饰演阿基莫夫
56. 1991《我最好的朋友-瓦西里将军》俄语名: （Мой лучший друг , генерал Василий, сын Иосифа）  - 饰演萨维尼上校
57. 1992《里恰尔德 2 》俄语名: （Ричард 2）    - 饰演元帅
58. 1997《女乘客》 俄语名: （Пасажирка）  -  饰演乘客
59. 1997《愛比戀更冷》俄语名 : (Анна Каренина）  -  饰演卡皮通内奇

### 影片配音
尼科罗· 帕加尼尼 – 俄语名: (Никколо Паганини）多纳特斯·把尼奥尼斯

### 剧院演员
1. 古董 俄语名: (Антиквариат）  – 1993
2. 赤脚在公园  俄语名: (Босиком по парку）  – 1993
3. 谋杀贡扎戈 俄语名: (Убийство Гонзаго） - 1992
4. 终点录像  俄语名: (Фотофиниш）  – 1989
5. 朝圣的土地 俄语名: (Земля обетованная） - 1987
6. 灯下的圆桌 俄语名: (Круглый под абажуром） – 1986
7. 海上钢琴 俄语名: (Рояль в открытом море）  –  1985
8. 趁早行善 俄语名: (Спешите делать добро） – 1984
9. 去年夏天的丘利姆斯克 俄语名: (Прошлым летом в Чулимске）– 1983
10. 外交官 俄语名: (Дипломат）  – 1981
11. 5个10  俄语名: (Пятый десяток） – 1980
12. 变异之论 俄语名: (Тема с вариациями）  - 1980
13. 大雷鸟之巢 (Гнездо глухаря） - 1979
14. 雨的买家 俄语名: (Продавец дождя） - 1978
15. 至诚 俄语名: (Самый правдивый）  – 1977
16. 鲍里斯·戈杜诺夫 俄语名: (Борис Годунов）  – 1976
17. 费奥多尔·约安诺维奇 俄语名: (Царь Фёдор Иоаннович） - 1975
18. 暴君约安之死 俄语名: (Смерть Иоанна Грозного） - 1974
19. 寻找证人 俄语名: ( ）  – 1974
20. 及格线 俄语名: ( ）  -1973
21. 假若天空明如镜 俄语名: (Вызываются свидетели） – 1973
22. 海鸥 俄语名: ( ） - 1972
23. 小红花 俄语名: ( ） - 1971
24. 这里的黎明静悄悄 俄语名: ( ） - 1970
25. 西拉诺·德·贝尔热拉克 俄语名: (Проходной балл）  -  1969
26. 日食之夜 俄语名: (Если бы небо было зеркалом）  –  (1966, 1970）
27. 列宁的著作 俄语名: ( ） - 1967
28. 以革命的名义 俄语名: ( ）- 1967
29. 普拉东诺夫 俄语名: ( ） - 1966
30. 万尼亚叔叔 ( ） - 1966
31. 伊凡诺夫 俄语名: ( ）  - 1965
32. 三姐妹 俄语名: ( ） - 1965
33. 重罪 俄语名: ( ）- 1965
34. 樱桃园 俄语名: ( ） - 1964
35. 尼贝龙根的承诺 俄语名: ( ）-1964
36. 关于爱情的第104页 俄语名: ( ） - 1964
37. 装甲列车 14- 69 俄语名: ( ）  - 1963
38. 朋友与岁月 俄语名: ( ） - 1963
39. 海洋 俄语名: ( ） - 1961，1963
40. 阳光男孩 俄语名: (Чайка）  -1960
41. 哈姆雷特 俄语名: (Аленький цветочек）  - 1959
42. 伊尔库茨克的故事 俄语名: ( ） - 1959
43. 大学生 俄语名: (А зори здесь тихие）  -  1958
44. 面包长诗 俄语名: ( ） - 1957

### 剧院导演
1. 伊莎贝拉 俄语名: (Сирано де Бержерак）  - 1993
2. 列宁的著作 俄语名: ( ） - 1967
3. 以革命的名义 俄语名: ( ）  - 1967
4. 普拉东诺夫 俄语名:  (Вночь лунного затмения） - 1966
5. 伊万诺夫 俄语名: ( ） - 1965
6. 方尖碑 俄语名: ( ） - 1965
7. 跟影子决斗  俄语名:  ( ） -  1965
8. 关于爱情的第104页  俄语名: ( 104 ）  - 1964
9. 来自希望之路的女孩们 俄语名: ( ） - 1964
10. 小性子的人 俄语名: ( ） - 1964
11. 朋友与岁月 俄语名: ( ） - 1963

## 其他作品

### 广播剧
1993 – 莱蒙托夫  《化妆舞会》俄语名: (Ленинские чтения）

## 传记

### 书
1. 2009-伊凡·克拉斯科《我的朋友彼得﹒舍罗霍诺夫》在SOLO Publishing 出版社出版  128页，圣彼得堡 2009 年
2. 2004-德米特里·伊凡诺夫《苏联荣誉演员彼得舍罗霍诺夫》 圣彼得堡 2004年

### 杂志
1. 1989年 -  杂志介绍了彼得·舍罗霍诺夫参加的话剧《终点录像》 （作家，导演 ： 皮特·乌斯季诺夫） -  1989年 莫斯科
2. 1986年- 娜塔丽亚·奥布拉兹措娃在自己的文章《迈向太阳的脚步》介绍了彼得·舍罗霍诺夫的著作  - 1968 年 莫斯科
3. 1966 - 尼科拉伊·库尔捷耶夫在自己的文章《通向舞台的路》介绍了彼得·舍罗霍诺夫的著作 -  1966 年  罗斯托夫
4. 1965 - 柳德米拉·妮姆维茨卡娅在文章《话剧伊万诺夫》也提及到了他 - 1965 年  莫斯科
5. 1963 - 伊丽娜·格萝莫娃在《契诃夫话剧院》也提到了他 - 1963 年 莫斯科